# Lębork
Lębork là một thị trấn thuộc hạt Lębork, tỉnh Pomeranian, phía tây bắc Ba Lan. Từ năm 1975 – 1998, thị trấn nằm trong tỉnh Słupsk, kể từ năm 1999 đến nay, nó thuộc quyền quản lý của tỉnh Pomeranian. Thị trấn nằm trên sông Łeba và Okalica ở vùng Gdańsk Pomerania. Tổng diện tích của thị trấn là 17,86 km². Tính đến năm 2006, dân số của thị trấn là 35.069 người với mật độ 2.000 người/km².

## Khí hậu
Khí hậu ở khu vực này chủ yếu là kiểu khí hậu đại dương. Ở những khu vực cao và thấp, sự chênh lệch nhiệt độ là không đáng kể và lượng mưa quanh năm ở mức ổn định. [7]

## Những nhân vật nổi tiếng xuất thân từ thị trấn

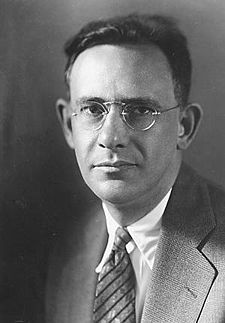
Edward Sapir, 1910

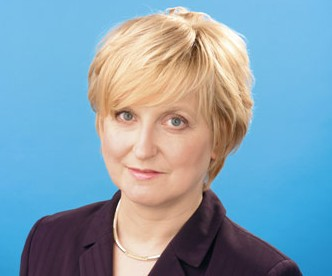
Anna Fotyga, 2007

- Julius Friedrich August Bahnsen (1830 - 1881) - triết gia nổi tiếng
- Gerhard Obuch (de) (1884 - 1960) - chính trị gia và luật sư
- Edward Sapir (1884 - 1939) - nhà dân tộc học và nhà ngôn ngữ học
- Eugeniusz Geno Malkowski (1942 - 2016) - họa sĩ
- Maciej Gołąb (sinh năm 1952) - giáo sư âm nhạc học
- Anna Fotyga (sinh năm 1957) - một chính trị gia Ba Lan và MEP

Thể thao
- Zbigniew Zarzycki (sinh năm 1948) - một cựu vận động viên bóng chuyền Ba Lan, nhà vô địch Olympic năm 1976
- Zbigniew Kaczmarek (sinh năm 1962) - một cựu cầu thủ bóng đá từng chơi cho Đội tuyển Quốc gia Ba Lan
- Alexandra Wojcik (sinh năm 1985) - một vận động viên thể dục nhịp điệu của Ba Lan, từng tham gia Thế vận hội Mùa hè 2004
- Damian Schulz (sinh năm 1990) - một vận động viên bóng chuyền Ba Lan, thành viên của đội bóng chuyền quốc gia Ba Lan
- Paula Classicalńska (sinh năm 1991) - một xạ thủ bắn súng thể thao người Ba Lan, từng tham dự Thế vận hội Mùa hè 2012